# Stanisław Grabias
Stanisław August Grabias (ur. 1942 w Soli) – polski logopeda i językoznawca, profesor nauk filologicznych, nauczyciel akademicki, były rektor Wyższej Szkoły Humanistyczno-Przyrodniczej w Sandomierzu.

## Życiorys

### Wykształcenie i działalność naukowa
W 1961 ukończył Liceum Pedagogiczne w Biłgoraju. W latach 1962–1967 studiował filologię polską na Uniwersytecie im. Marii Curie-Skłodowskiej w Lublinie. Doktoryzował się w 1974, a habilitował w 1979 (praca O ekspresywności języka – wyróżniona nagrodą Ministra Nauki i Szkolnictwa Wyższego). W 1995 został profesorem, a w 1998 profesorem zwyczajnym na UMCS w Lublinie. W latach 1986–1988 był lektorem i wykładowcą języka polskiego na Uniwersytecie Michaiła Łomonosowa w Moskwie. W latach 1982–1992 organizował na UMCS Studium Języka Polskiego dla Cudzoziemców, jak również instytucją tą kierował. W latach 1989–2014 był kierownikiem Zakładu Logopedii i Językoznawstwa Stosowanego UMCS. Inicjował i organizował kierunek studiów „Logopedia z audiologią” prowadzony w UMCS razem z Instytutem Fizjologii i Patologii Słuchu w Warszawie (współpraca:  prof. dr hab. Henryk Skarżyński). Inicjował powstanie Kolegium Licencjackiego UMCS w Biłgoraju. Był też dziekanem Wydziału Humanistycznego UMCS od 1999 do 2005.
Przez dwie kadencje był prezesem Polskiego Towarzystwa Logopedycznego. Druga kadencja w latach 2014–2017. Przewodniczył też Komisji Rozwoju i Zaburzeń Mowy. Był inicjatorem powstania i pierwszym szefem Polskiego Kolegium Logopedycznego. Zainicjował również powstanie Polskiego Związku Logopedów. Przez dwie kadencje był rektorem Wyższej Szkoły Humanistyczno-Przyrodniczej w Sandomierzu.

### Działalność polityczna
Od 1958 do 1961 należał do Związku Młodzieży Wiejskiej. Od 1962 do 1967 działał w Zrzeszeniu Studentów Polskich. Od maj 1970 należał do Polskiej Zjednoczonej Partii Robotniczej. Był m.in. członkiem egzekutywy i sekretarzem POP. W latach 80. pełnił funkcję I sekretarza Komitetu Uczelnianego PZPR na UMCS.

## Zainteresowania
Interesuje się w głównej mierze teorią komunikacji, leksykologią i socjolingwistyką. Bada zaburzenia mowy, kwestie programowania języka, terapię zaburzeń mowy, problematykę językowej emocji, słowotwórstwa i leksyki, społeczne uwarunkowania użycia języka, reguły interakcji oraz socjolekty języka polskiego.

## Prace
Do najważniejszych prac należą:
- Język w zachowaniach społecznych (2003),
- O ekspresywności języka (1981),
- Słownik gwary studenckiej (1994, wspólnie z L. Kaczmarkiem i T. Skubalanką),
- Logopedyczny test przesiewowy (2002, wspólnie z M. Kurkowskim i T. Woźniakiem),
- podręcznik Logopedia. Teoria zaburzeń mowy (2012, redakcja z M. Kurkowskim – podręcznik roku w konkursie wydawnictw akademickich)[5].

## Osiągnięcia
Był promotorem 316, głównie logopedycznych, prac magisterskich oraz 90 prac licencjackich. Wypromował ponadto 14 doktorantów. Był recenzentem w 29 przewodach doktorskich, 22 przewodach habilitacyjnych, jak również w sześciu przewodach o tytuł profesora. Jest redaktorem czasopisma „Logopedia”, jak i serii prac monograficznych Komunikacja językowa i jej zaburzenia (26 tomów).